# Calle Wooster (Manhattan)
La calle Wooster es una vía en SoHo y Greenwich Village en Manhattan (Estados Unidos). Va de sur a norte desde Canal Street hasta Washington Square.

## Historia
La calle lleva el nombre de un general de la Guerra de Independencia de los Estados Unidos, David Wooster. Duparquet, Huot & Moneuse ocuparon los números 24 y 26 al principio de la historia de la empresa.
La calle alberga muchas boutiques, restaurantes (incluida una sucursal del Momofuku Milk Bar) e instituciones culturales como The Wooster Group, una compañía de teatro experimental con sede en el Performing Garage en 33 Wooster Street.

## En la cultura

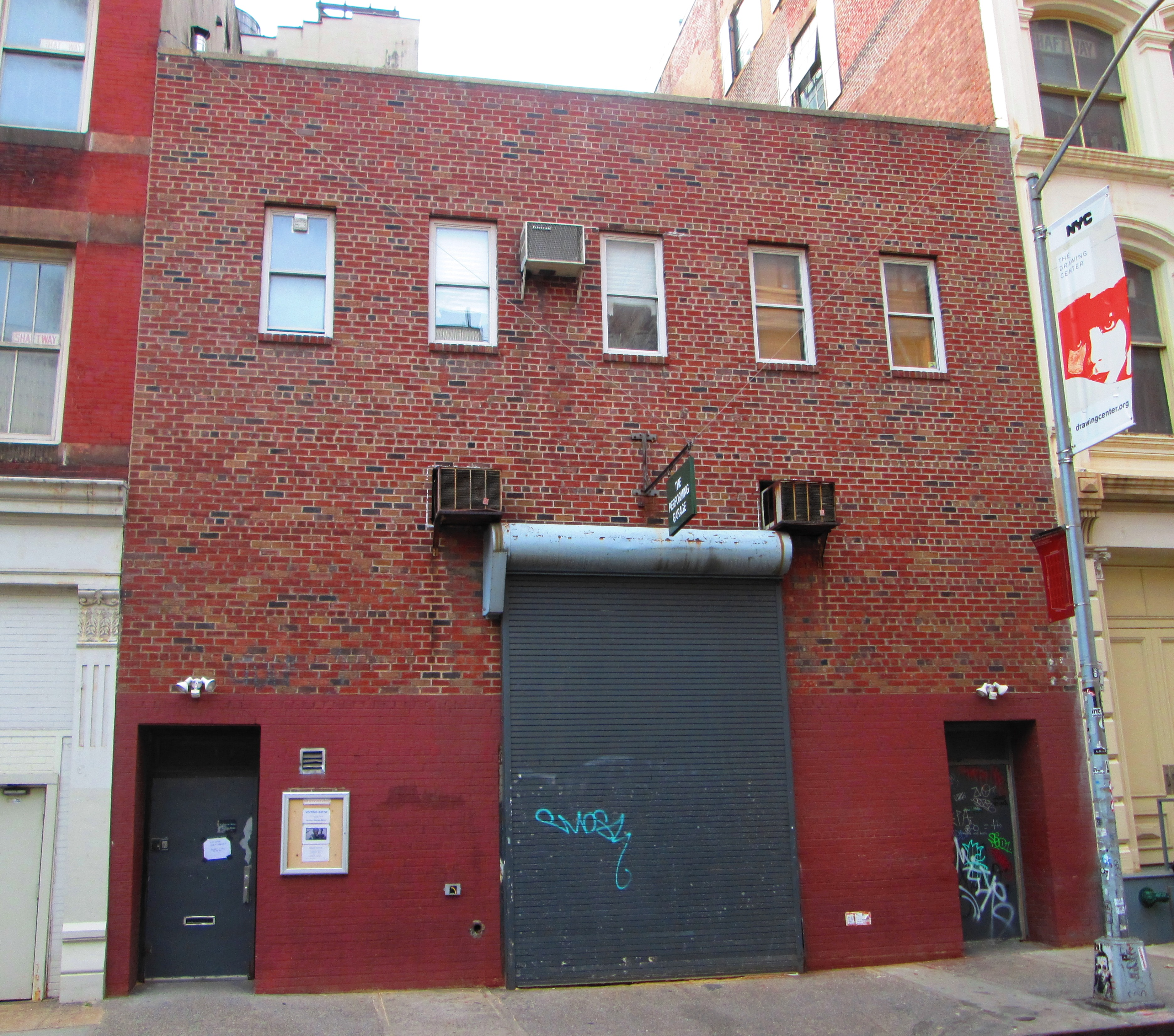
El garaje usado para filmaciones

Es un lugar privilegiado para filmaciones y sesiones de fotos en el lugar debido a su tráfico relativamente bajo, y las aceras de losas y la calle adoquinada le dan una sensación arenosa antigua. Se representa como una calle lluviosa nocturna en la portada de la edición de The New Yorker del 8 de febrero de 2021.

## Residentes notables
- Claire Danes y Hugh Dancy[5]
- Whoopi Goldberg[6]